# 龍運巴士E34P線
龍運巴士E34P線是香港一條已取消的巴士路線，逢星期一至六繁忙時間來往天水圍市中心及東涌（逸東邨）（經元朗市，但不經機場）；本線於上午設去程及於早上及下午設有回程服務服務，途經青嶼幹線、大欖隧道、形點、元朗市、水邊圍邨、天耀邨、天瑞邨等，由E34線分拆而成。
龍運巴士E34X線是香港一條已取消巴士路線，逢星期一至六繁忙時間由天水圍市中心往東涌（逸東邨）（不經元朗市及機場）；本線只於早上設去程服務，途經天瑞邨、天耀邨、大欖隧道、青嶼幹線等，為E34P線的特別班次。

## 歷史
有關此路線前身E34線的發展沿革，詳見條目龍運巴士E34線。
- 2014年12月6日：因E34分拆計劃實行，E34及E34S取消，由E34A（途經天水圍北）及E34B（只經元朗）線取代；逸東特別車當日起獲獨立編號為E34P，服務時間及行車路線不變。
- 2015年3月21日：增設到站時間預報。[1]
- 2015年6月6日：增加06:25往逸東邨方向的班次，並增設18:15往天水圍市中心之回程服務，來回程繞經東涌北（映灣園、藍天海岸）。
- 2015年9月19日：E34P增設一班17:55往天水圍市中心之回程服務；另增設06:50往逸東邨方向的班次（不經元朗），並獲獨立編號為E34X。
- 2021年6月20日：因應龍運巴士重組元朗區巴士服務而停辦，由新全日路線E36A線取代。[2]

## 服務時間及班次
E34P
- 星期一至六：
  - 天水圍市中心開：06:25
  - 逸東邨開：06:10、07:15、17:55、18:15

E34X
- 星期一至六：
  - 天水圍市中心開：06:50

E34P、E34X星期日及公眾假期不設服務

## 收費
全程：$13.9
- 大欖隧道轉車站往天水圍市中心：$9.1（只適用於E34P線）
- 過博愛交匯處後往天水圍市中心：$7.5（只適用於E34P線）
- 青馬收費廣場往東涌（逸東邨）：$10.8
- 過北大嶼山公路後往東涌（逸東邨）：$3.6

| - 本線設有12歲以下小童及65歲或以上長者半價優惠。 - 65歲或以上香港居民使用「樂悠咭」，以及12歲以下合資格殘疾兒童使用「殘疾人士身份」個人八達通繳付車資，均可享有每程$2.0或半價（以較低者為準）的票價優惠；12至64歲合資格殘疾人士使用「殘疾人士身份」個人八達通（包括「樂悠咭」），以及60至64歲香港居民使用「樂悠咭」繳付車資，均可享有每程$2.0或全費（以較低者為準）的票價優惠。 - 65歲或以上長者如使用長者或一般個人八達通繳付車資，則只可享有半價優惠；12至64歲合資格殘疾人士如不使用「殘疾人士身份」個人八達通，以及60至64歲人士如不使用「樂悠咭」繳付車資，必須繳付全費。 - 乘客可以現金或八達通於上車時付款，不設找續。 - 每位成人乘客可免費攜帶最多兩名4歲以下而不佔座位的兒童乘客乘車，超額之4歲以下小童必須繳付小童車費乘車。 - 持有「九巴月票」之乘客在車票有效期內，每日可享最多10程任何九龍巴士及龍運巴士路線（包括本路線，以及聯營路線的九龍巴士／龍運巴士提供的班次；惟乘搭機場「A」及「NA」線則可享原價二七折優惠（不會計算每天10次合資格車程））；而B1線則每日可享最多各2程（不會計算每天10次合資格車程）。 - 九龍巴士、城巴、龍運巴士及陽光巴士全職員工及家屬（不包括外判職員）可免費乘搭本路線，惟必須拍職員或職員家屬八達通。 - 乘客亦可透過多元化電子支付系統（e度嘟）繳付車資，包括使用非接觸式VISA卡、JCB卡、萬事達卡、銀聯卡、美國運通、大來國際、Discover Card、Apple Pay、Google Pay、Samsung Pay、AlipayHK「易乘碼」、支付寶、WeChatHK／微信支付「搭車碼」、銀聯雲閃付「乘車碼」及BOC Pay「乘車碼」。乘客使用此付款方式，使用此支付方式的乘客可享有中途下車之分段收費，以及與其他九巴／龍運獨營路線或聯營線九巴／龍運班次之轉乘優惠，惟不適用於與非九巴／龍運路線之轉乘優惠，亦不能享有「公共交通費用補貼計劃」及「長者及合資格殘疾人士公共交通票價優惠計劃」。 - 此路線接受接受以非接觸式Visa、萬事達卡、銀聯卡、Apple Pay、Google Pay、Samsung Pay、AlipayHK「易乘碼」及銀聯雲閃付「乘車碼」繳付車資。使用此等付款方式將只可享有其他同樣接受此付款方式的路線的轉乘優惠，亦不能受惠於劃一$2票價優惠及公共交通費用補貼計劃。 |

### 八達通轉乘優惠
乘客登上本線後指定時間內以同一張八達通卡轉乘以下路線，或從以下路線登車後指定時間內以同一張八達通卡轉乘本線，次程可獲車資折扣優惠：
龍運E線→E34P/E34X
- E31往荃灣 → E34P/E34X往天水圍，回贈首程車資，於青馬收費廣場轉乘，轉乘時限為90分鐘

此優惠不能與「E34P/E34X互相轉乘B1」的八達通轉乘優惠同時使用。
- E32往葵芳 → E34P/E34X往天水圍，回贈首程車資，於青馬收費廣場轉乘，轉乘時限為90分鐘
- E41往大埔 → E34P/E34X往天水圍，次程車資全免，於青馬收費廣場轉乘，轉乘時限為90分鐘

E34P/E34X←→龍運A線，於青馬收費廣場轉乘
- A31或A41往新界 → E34P/E34X往天水圍，次程補付該A線與A33全程車資的差額，轉乘時限為90分鐘
- A33、A41P或A43往新界 → E34P/E34X往天水圍，次程車資全免，轉乘時限為90分鐘
- E34P/E34X往天水圍 → A31、A33、A41、A41P或A43往新界，回贈首程車資，轉乘時限為90分鐘

S64、嶼巴37、38系→E34P/E34X，次程可獲$1折扣優惠
- S64往機場、嶼巴37/37P/38/38X任何方向 → E34P/E34X往天水圍，轉乘時限為90分鐘

城巴S52→E34P/E34X，次程可獲$0.5折扣優惠
- S52往逸東邨（於亞洲空運中心前登車） → E34P/E34X往天水圍，轉乘時限為90分鐘

E34P/E34X←→R8，於青馬收費廣場轉乘，次程可獲$1折扣優惠
- E34P/E34X往天水圍 → R8往迪士尼樂園，轉乘時限為120分鐘
- R8往青馬收費廣場 → E34P往天水圍，轉乘時限為60分鐘

E34P/E34X←→B1，次程可獲$4.0折扣優惠
- E34P/E34X往天水圍 → B1任何方向
- B1任何方向 → E34P/E34X往天水圍

上述優惠不能與「E34P/E34X互相轉乘E31」的八達通轉乘優惠同時使用。
E34P/E34X及E34A／E34B是全港唯一一組擁有三個跨公司（嶼巴、城巴及九巴）八達通轉乘計劃的香港專利巴士路線。

## 行車路線
E34P/E34X
天水圍市中心開經：天恩路、天榮路、天城路、天龍路、天葵路、天華路、天瑞路、天湖路、天耀路、天福路、朗天路、水邊圍交匯處、宏達路、鳳池路、媽橫路、青山公路 (屏山段、元朗段)、朗日路、青山公路 – 元朗段、博愛交匯處、元朗公路、青朗公路、大欖隧道、青朗公路、汀九橋、青衣西北交匯處、青馬大橋、汲水門大橋、北大嶼山公路、東涌東交匯處、怡東路、迎禧路、文東路、惠東路、東涌海濱路、東涌新發展碼頭、東涌海濱路、順東路、達東路、順東路、裕東路、松仁路及逸東街。
- E34X不經斜體字之路段

逸東邨開經：逸東街、松仁路、裕東路、順東路、達東路、順東路、東涌海濱路、東涌新發展碼頭、東涌海濱路、惠東路、文東路、迎禧路、怡東路、東涌東交匯處、北大嶼山公路、汲水門大橋、青馬大橋、青衣西北交匯處、汀九橋、青朗公路、大欖隧道、青朗公路、元朗公路、博愛交匯處、青山公路 (元朗段、屏山段)、朗天路、唐人新村交匯處、朗天路、天福路、天耀路、天湖路、天瑞路、天華路、天葵路、天龍路、天城路、天恩路及嘉恩街。

### 沿線車站

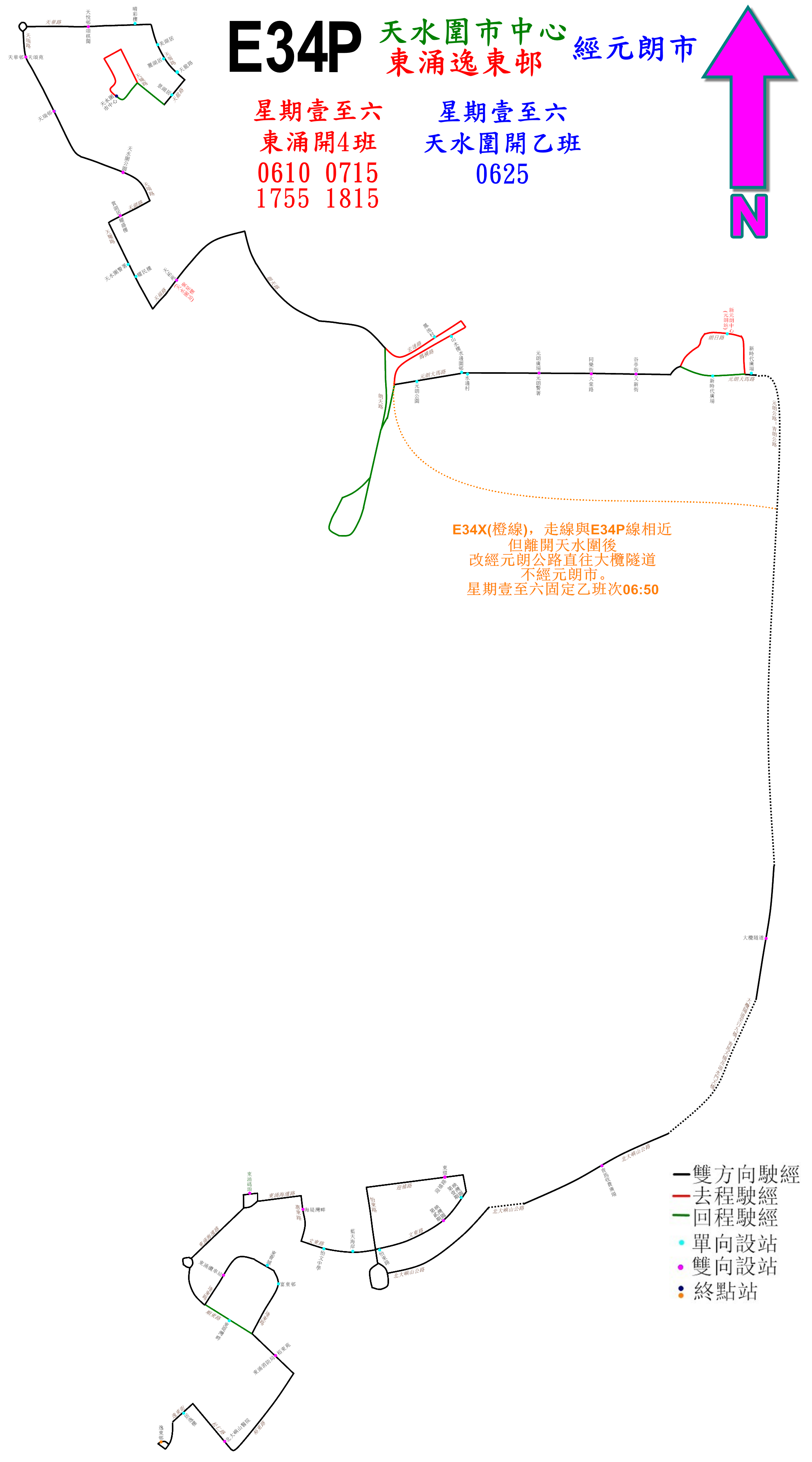
E34P及E34X的走線圖，當中橙色虛線表示E34X不經元朗的走線

E34P/E34X
| 天水圍市中心開 | 天水圍市中心開       | 天水圍市中心開             | 逸東邨開 | 逸東邨開             | 逸東邨開                   |
| 序號           | 車站名稱             | 位置                       | 序號     | 車站名稱             | 位置                       |
| -------------- | -------------------- | -------------------------- | -------- | -------------------- | -------------------------- |
| 1              | 天水圍市中心巴士總站 | 天水圍市中心公共運輸交匯處 | 1        | 逸東邨巴士總站       | 逸東邨公共交通總站         |
| 2              | 景湖居               | 天龍路                     | 2        | 北大嶼山醫院         | 松仁路                     |
| 3              | 麗湖居               | 天葵路                     | 3        | 東涌纜車站           | 達東路                     |
| 4              | 天頌苑頌棋閣         | 天華路                     | 4        | 富東廣場             | 達東路                     |
| 5              | 天頌苑               | 天瑞路                     | 5        | 東涌新發展碼頭       | 東涌新發展碼頭巴士總站     |
| 6              | 天瑞邨               | 天瑞路                     | 6        | 海堤灣畔             | 惠東路                     |
| 7              | 天水圍公園           | 天瑞路                     | 7        | 藍天海岸             | 文東路                     |
| 8              | 天耀邨耀盛樓         | 天湖路                     | 8        | 映灣園第二期         | 文東路                     |
| 9              | 天耀邨耀民樓         | 天耀路                     | 9        | 映灣園第一期         | 文東路                     |
| 10             | 天祐苑               | 天福路                     | 10       | 迎禧路               | 迎禧路                     |
| 11*            | 鳳池村               | 宏達路                     | 11       | 青馬收費廣場         | 北大嶼山公路               |
| 12*            | 山水樓               | 媽橫路                     | 12       | 大欖隧道             | 大欖隧道轉車站             |
| 13*            | 水邊圍邨             | 青山公路－屏山段           | 13       | 形點I                | 青山公路－元朗段           |
| 14*            | 元朗廣場             | 青山公路－元朗段           | 14       | 又新街               | 青山公路－元朗段           |
| 15*            | 同樂街               | 青山公路－元朗段           | 15       | 大棠路               | 青山公路－元朗段           |
| 16*            | 谷亭街               | 青山公路－元朗段           | 16       | 元朗警署             | 青山公路－元朗段           |
| 17*            | 形點 II              | 朗日路                     | 17       | 水邊村               | 青山公路—屏山段            |
| 18*            | 形點 I               | 形點交通交匯處             | 18       | 元朗公園             | 青山公路—屏山段            |
| 19             | 大欖隧道             | 大欖隧道轉車站             | 19       | 聚星樓               | 天福路                     |
| 20             | 青馬收費廣場         | 北大嶼山公路               | 20       | 天盛苑               | 天耀路                     |
| 21             | 映灣園第二期         | 文東路                     | 21       | 賞湖居               | 天湖路                     |
| 22             | 怡東路               | 文東路                     | 22       | 天水圍公園           | 天瑞路                     |
| 23             | 怡文中學             | 文東路                     | 23       | 天瑞邨               | 天瑞路                     |
| 24             | 海堤灣畔             | 惠東路                     | 24       | 天華邨               | 天瑞路                     |
| 25             | 東涌新發展碼頭       | 東涌新發展碼頭巴士總站     | 25       | 天悅邨               | 天華路                     |
| 26             | 東堤灣畔             | 順東路                     | 26       | 天晴邨晴樓           | 天華路                     |
| 27             | 裕東苑               | 順東路                     | 27       | 美湖居               | 天葵路                     |
| 28             | 北大嶼山醫院         | 松仁路                     | 28       | 天龍路               | 天葵路                     |
| 29             | 逸東邨居逸樓         | 逸東街                     | 29       | 天水圍市中心巴士總站 | 天水圍市中心公共運輸交匯處 |
| 30             | 逸東邨巴士總站       | 逸東邨公共交通總站         |          |                      |                            |

註：E34X不停有*的之巴士站。

## 客量
在2020年6月，E34P線及E34X線最繁忙一小時的載客率分別為70%及71%。

## 外部連結
- 龍運E34P線-681巴士總站 （页面存档备份，存于）
- 龍運E34X線-681巴士總站 （页面存档备份，存于）